# Daejeon Hana Citizen FC II
Daejeon Hana Citizen FC II ist die zweite Herren-Fußballmannschaft von Daejeon Hana Citizen FC. Sie ist eine U23-Mannschaft und dient vornehmlich jungen Talenten als Zwischenstation zwischen dem Jugend- und dem Profibereich. Aktuell spielt der Verein in der K4 League, der vierthöchsten Spielklasse Südkoreas.

## Geschichte

### Vorgeschichte und Gründung (2020–2021)
Am 15. Dezember 2020 entschied der Südkoreanische Profifußballverband, dass Profivereine statt an ihrer R-League, der Anfang 2020 Neugegründeten K4 League beitreten können, um dort zu spielen. Da die R-League aufgrund der COVID-19-Pandemie in Südkorea die beiden Spielzeiten 2020 & 2021 nicht austragen konnten und die Teilnahme an der R-League keine große Attraktivität besaß, entschied die Vereinsführung die 2. Mannschaft fortan in der K4 League antreten zu lassen.

### Historie-Übersicht
| Saison | Liga      | Kl. | Vereine | Spiele | Pl. | S | U | N | Tore | Pkt. | KFA Cup | Play-Off | Trainer          |
| 2022   | K4 League | 4   | 18      | 34     |     |   |   |   | -:-  |      |         |          | Kim Gyeong-ryang |

## Stadion
| Stadion | Name                            | Eigentümer              | Eröffnung | Nutzungszeitraum | Nutzungszeitraum |
| Stadion | Name                            | Eigentümer              | Eröffnung | Von              | Bis              |
| ------- | ------------------------------- | ----------------------- | --------- | ---------------- | ---------------- |
|         | Daejeon-World-Cup-Ersatzstadion | Stadtverwaltung Daejeon | 2001      | 2022             | Bis jetzt        |
|         | Boeun-Stadion                   | Stadtverwaltung Boeun   | 2006      | 2022             | Bis jetzt        |